# A Vasas SC 2009–2010-es szezonja
A Vasas SC 2009–2010-es szezonja szócikk a Vasas SC első számú férfi labdarúgócsapatának egy idényéről szól, mely sorozatban a 6., és összességében pedig a 82. szezonja a csapatnak. A klub fennállásának ekkor volt a 98. évfordulója.

## Mérkőzések
| Színmagyarázat | Színmagyarázat |
| -------------- | -------------- |
|                | Győzelem.      |
|                | Döntetlen.     |
|                | Vereség.       |

### Soproni Liga 2009–10

#### Őszi fordulók
| 1. forduló 2009. július 24. 19:00 |

| Nyíregyháza Spartacus                                                  | 5 – 1               | Vasas                                                              |
| ---------------------------------------------------------------------- | ------------------- | ------------------------------------------------------------------ |
| Andorka 10' Miskolczi 39' 72' Honma 46' 51' Bogdanović 60' Minczér 78' | (2 – 1) Jegyzőkönyv | Lázok 28' (11-esből) Pavičević 23' Kovács 38' Piller 76' Szűcs 90' |

| Nyíregyháza Városi Stadion, Nyíregyháza Nézőszám: 3 000 Játékvezető: Farkas Ádám (magyar) |

| 2. forduló 2009. július 31. 19:00 |

| Vasas     | 0 – 2               | Győri ETO                                 |
| --------- | ------------------- | ----------------------------------------- |
| Lázok 15' | (0 – 1) Jegyzőkönyv | Józsi 41' Kink 71' Đorđević 17' Fehér 61' |

| Illovszky Rudolf Stadion, Budapest Nézőszám: 1 000 Játékvezető: Veizer Roland (magyar) |

| 3. forduló 2009. augusztus 8. 17:30 |

| Vasas                               | 3 – 1               | Paksi FC                                        |
| ----------------------------------- | ------------------- | ----------------------------------------------- |
| Remili 38' 56' Divić 67' Dobrić 72' | (1 – 0) Jegyzőkönyv | Tököli 80' 52' Szabó 18' Horváth 50' Pintér 87' |

| Illovszky Rudolf Stadion, Budapest Nézőszám: 1 000 Játékvezető: Solymosi Péter (magyar) |

| 4. forduló 2009. augusztus 15. 20:00 |

| Kecskeméti TE                                                         | 5 – 1               | Vasas                     |
| --------------------------------------------------------------------- | ------------------- | ------------------------- |
| Csordás 3' 69' Alempijević 34' Yannick 74' Montvai 78' 86' Némedi 22' | (2 – 0) Jegyzőkönyv | Remili 82' 36' Gáspár 57' |

| Széktói Stadion, Kecskemét Nézőszám: 3 000 Játékvezető: Sulyok Gergely (magyar) |

| 5. forduló 2009. augusztus 21. 19:00 |

| Vasas                                         | 3 – 2               | Ferencváros                    |
| --------------------------------------------- | ------------------- | ------------------------------ |
| Divić 38' Lázok 49' 66' Remili 23' Laczkó 45' | (1 – 0) Jegyzőkönyv | Rósa 53' Martínez 62' Wolfe 6' |

| Illovszky Rudolf Stadion, Budapest Nézőszám: 3 500 Játékvezető: Bede Ferenc (magyar) |

| 6. forduló 2009. augusztus 29. 20:00 |

| Diósgyőr                | 0 – 1               | Vasas                                        |
| ----------------------- | ------------------- | -------------------------------------------- |
| Horváth 57' Balajti 71' | (0 – 0) Jegyzőkönyv | Lázok 58' Pavičević 68' Bakos 73' Remili 84' |

| DVTK-stadion, Miskolc Nézőszám: 4 000 Játékvezető: Berger József (magyar) |

| 7. forduló 2009. szeptember 12. 19:00 |

| Vasas                                            | 1 – 0               | Kaposvári Rákóczi                  |
| ------------------------------------------------ | ------------------- | ---------------------------------- |
| Szilágyi 81' Remili 11' Pavičević 38' Gáspár 66' | (0 – 0) Jegyzőkönyv | Petrók 54' Zahorecz 83' Stanić 90' |

| Illovszky Rudolf Stadion, Budapest Nézőszám: 1 400 Játékvezető: Vad II. István (magyar) |

| 8. forduló 2009. szeptember 19. 19:00 |

| Lombard Pápa                                             | 4 – 1               | Vasas                               |
| -------------------------------------------------------- | ------------------- | ----------------------------------- |
| Bali 29' Bárányos 57' Rebryk 68' Mészáros 88' Farkas 56' | (1 – 0) Jegyzőkönyv | Divić 85' Mrđanin 10' Pavičević 44' |

| Perutz Stadion, Pápa Nézőszám: 3 000 Játékvezető: Takács János (magyar) |

| 9. forduló 2009. szeptember 26. 17:00 |

| Vasas                            | 2 – 0               | MTK Budapest                            |
| -------------------------------- | ------------------- | --------------------------------------- |
| Mrđanin 19' 17' Szilágyi 84' 84' | (1 – 0) Jegyzőkönyv | Szatmári 22' Pátkai 39' Rodenbücher 67′ |

| Illovszky Rudolf Stadion, Budapest Nézőszám: 1 000 Játékvezető: Iványi Zoltán (magyar) |

| 10. forduló 2009. október 2. 19:00 |

| Budapest Honvéd                                                   | 3 – 3               | Vasas                                                                        |
| ----------------------------------------------------------------- | ------------------- | ---------------------------------------------------------------------------- |
| Cséke 9' Bajner 18' 90+2′ Hrepka 28' Macko 52' Diego 56' Nagy 58' | (3 – 1) Jegyzőkönyv | Lázok 6' 57' (11-esből) 71' 88' Mrđanin 7' Balog 24' Divić 43' Pavičević 90' |

| Bozsik József Stadion, Budapest Nézőszám: 2 000 Játékvezető: Andó-Szabó Sándor (magyar) |

| 11. forduló 2009. október 16. 17:00 |

| Vasas                                             | 2 – 4               | Debreceni VSC                                                |
| ------------------------------------------------- | ------------------- | ------------------------------------------------------------ |
| Dobrić 10' 69' B. Tóth 24' Kovács 80' Mrđanin 85′ | (1 – 1) Jegyzőkönyv | Coulibaly 26' 90+1' Kiss 53' 23' Leandro 86' 61' Komlósi 14′ |

| Illovszky Rudolf Stadion, Budapest Nézőszám: 850 Játékvezető: Németh Ádám (magyar) |

| 12. forduló 2009. október 24. 17:00 |

| Haladás             | 0 – 1               | Vasas         |
| ------------------- | ------------------- | ------------- |
| Tóth 41' Kovács 73' | (0 – 0) Jegyzőkönyv | Balog 80' 40' |

| Rohonci úti stadion, Szombathely Nézőszám: 3 500 Játékvezető: Sulyok Gergely (magyar) |

| 13. forduló 2009. november 1. 17:30 |

| Vasas                                                 | 2 – 4               | Videoton                                                                      |
| ----------------------------------------------------- | ------------------- | ----------------------------------------------------------------------------- |
| Remili, M. 68' Dobrić 77' B.Tóth B. 34' Gáspár J. 80' | (0 – 0) Jegyzőkönyv | André Alves 53' 86' (11-esből) 88' Farkas B. 82' Varga R. 37' Purović, M. 87' |

| Illovszky Rudolf Stadion, Budapest Nézőszám: 2 000 Játékvezető: Iványi Zoltán (magyar) Asszisztensek: Medovarszki János Szpisják Zsolt |

| 14. forduló 2009. november 7. 15:00 |

| Zalaegerszegi TE                                                    | 4 – 1               | Vasas                                                     |
| ------------------------------------------------------------------- | ------------------- | --------------------------------------------------------- |
| Magasföldi 5' 15' Rudņevs 47' (11-esből) 74' Balázs 81' Horváth 42' | (1 – 1) Jegyzőkönyv | Dobrić 20' 54' Balog 23' Bakos 52' Mrđanin 65' Gáspár 75' |

| ZTE Aréna, Zalaegerszeg Nézőszám: 2 740 Játékvezető: Szilasi Szabolcs (magyar) |

| 15. forduló 2009. november 21. 17:30 |

| Vasas                                       | 1 – 2               | Újpest                                                  |
| ------------------------------------------- | ------------------- | ------------------------------------------------------- |
| Lázok 39' (11-esből) Dobrić 13′ B. Tóth 87' | (1 – 1) Jegyzőkönyv | Tóth 25' Rajczi 60' 63' Vermes 38' Pollák 45′ Simek 74' |

| Illovszky Rudolf Stadion, Budapest Nézőszám: 2 500 Játékvezető: Fábián Mihály (magyar) |

#### Tavaszi fordulók
| 16. forduló 2010. február 28. 17:30 |

| Vasas                                                                         | 2 – 3               | Nyíregyháza Spartacus                                       |
| ----------------------------------------------------------------------------- | ------------------- | ----------------------------------------------------------- |
| Divić 10' (11-esből) Hrepka 40' Pavičević 33' Kovács 45' Katona 80' Bakos 83' | (2 – 1) Jegyzőkönyv | Struhár 45' Hrepka 89' (öngól) Kovačević 90+1' Balbinot 27' |

| Illovszky Rudolf Stadion, Budapest Nézőszám: 1 500 Játékvezető: Veizer Roland (magyar) |

| 17. forduló 2010. március 6. 16:00 |

| Győri ETO                              | 1 – 1               | Vasas                                  |
| -------------------------------------- | ------------------- | -------------------------------------- |
| Nicorec 90+3' (11-esből) 86' Fehér 52' | (0 – 1) Jegyzőkönyv | Hrepka 45' Pavičević 41' Mileusnić 70' |

| ETO Park, Győr Nézőszám: 1 500 Játékvezető: Solymosi Péter (magyar) |

| 18. forduló 2010. március 13. 14:30 |

| Paksi FC                                                            | 2 – 2               | Vasas                                 |
| ------------------------------------------------------------------- | ------------------- | ------------------------------------- |
| Tököli 52' 29' Kiss 76' 78' Éger 12' Szabó 60' Vári 72' Lisztes 88' | (0 – 1) Jegyzőkönyv | Hrepka 42' Divić 69' Bruno Bosi 90+2' |

| Fehérvári úti stadion, Paks Nézőszám: 1 700 Játékvezető: Bede Ferenc (magyar) |

| 19. forduló 2010. március 20. 16:00 |

| Vasas                 | 0 – 1               | Kecskeméti TE                                 |
| --------------------- | ------------------- | --------------------------------------------- |
| Velazquez Mendoza 79' | (0 – 0) Jegyzőkönyv | Simon 69' Bagi 44' Farkas 78' Lăzăreanu 90+2' |

| Illovszky Rudolf Stadion, Budapest Nézőszám: 1 500 Játékvezető: Németh Ádám (magyar) |

| 20. forduló 2010. március 28. 17:30 |

| Ferencváros                                        | 1 – 1               | Vasas                                                                                                |
| -------------------------------------------------- | ------------------- | --- |
| Elding 83' 70' Tóth 38' Csizmadia 55' Ferenczi 79' | (0 – 0) Jegyzőkönyv | ben Únesz 73' (11-esből) 90' Velazquez Mendoza 10' Mileusnić 36' Dobrić 44' Pavičević 79' Hrepka 79' |

| Albert Flórián Stadion, Budapest Nézőszám: 3 300 Játékvezető: Kiss Norbert (magyar) |

| 21. forduló 2010. április 3. 18:00 |

| Vasas                    | 1 – 0               | Diósgyőr              |
| ------------------------ | ------------------- | --------------------- |
| ben Únesz 24' Dobrić 63' | (1 – 0) Jegyzőkönyv | Búrány 44' Lippai 85' |

| Illovszky Rudolf Stadion, Budapest Nézőszám: 1 000 Játékvezető: Vad II. István (magyar) |

| 22. forduló 2010. április 10. 18:00 |

| Kaposvári Rákóczi                        | 1 – 0               | Vasas                    |
| ---------------------------------------- | ------------------- | ------------------------ |
| Oláh 3' Zahorecz 17' Grúz 81' Balázs 89' | (1 – 0) Jegyzőkönyv | ben Únesz 18' Dobrić 45' |

| Rákóczi Stadion, Kaposvár Nézőszám: 2 000 Játékvezető: Szilasi Szabolcs (magyar) |

| 23. forduló 2010. április 17. 18:00 |

| Vasas                        | 2 – 2               | Lombard Pápa                                                |
| ---------------------------- | ------------------- | ----------------------------------------------------------- |
| ben Únesz 17' 24' Hrepka 82' | (1 – 1) Jegyzőkönyv | Abwo 21' 52' Rebryk 33' Bali 36' Dlusztus 84' Jovánczai 85' |

| Illovszky Rudolf Stadion, Budapest Nézőszám: 1 800 Játékvezető: Veizer Roland (magyar) |

| 24. forduló 2010. április 25. 17:30 |

| MTK Budapest                               | 2 – 3               | Vasas                                       |
| ------------------------------------------ | ------------------- | ------------------------------------------- |
| Vadnai 11' Zsidai 37' Szabó 67' Vági 90+2′ | (2 – 0) Jegyzőkönyv | Beliczky 61' 65' 66' Pavičević 46' Bosi 68' |

| Hidegkuti Nándor Stadion, Budapest Nézőszám: 1 000 Játékvezető: Németh Ádám (magyar) |

| 25. forduló 2010. május 1. 17:30 |

| Vasas                                           | 2 – 2               | Budapest Honvéd      |
| ----------------------------------------------- | ------------------- | -------------------- |
| Bakos 7' ben Únesz 80' Kovács 27' Pavičević 40' | (1 – 2) Jegyzőkönyv | Cuerda 25' Hajdú 28' |

| Illovszky Rudolf Stadion, Budapest Nézőszám: 2 500 Játékvezető: Szabó Zsolt (magyar) |

| 26. forduló 2010. május 4. 19:00 |

| Debreceni VSC                                                      | 3 – 0               | Vasas                 |
| ------------------------------------------------------------------ | ------------------- | --------------------- |
| Yannick 5' 17' Czvitkovics 90+2' Luis Ramos 24′ Kiss 52' Fodor 65' | (2 – 0) Jegyzőkönyv | Remili 60' Kovács 70' |

| Oláh Gábor utcai stadion, Debrecen Nézőszám: 4 000 Játékvezető: Szilasi Szabolcs (magyar) |

| 27. forduló 2010. május 8. 18:00 |

| Vasas                                             | 0 – 0               | Haladás            |
| ------------------------------------------------- | ------------------- | ------------------ |
| Pavičević 57' Dobrić 62′ Hrepka 65′ Mileusnić 69' | (0 – 0) Jegyzőkönyv | Simon 35' Tóth 76' |

| Illovszky Rudolf Stadion, Budapest Nézőszám: 1 200 Játékvezető: Kovács J. Zoltán (magyar) |

| 28. forduló 2010. május 14. 19:00 |

| Videoton                                          | 3 – 0               | Vasas                                     |
| ------------------------------------------------- | ------------------- | ----------------------------------------- |
| Nikolics N. 16' 51' Sándor Gy. 59' Horváth G. 30' | (1 – 0) Jegyzőkönyv | Danfa, M. 52' Gáspár J. 62' Kovács G. 76' |

| Sóstói Stadion, Székesfehérvár Nézőszám: 3 000 Játékvezető: Farkas Ádám (magyar) Asszisztensek: Medovarszki János Demeter János |

| 29. forduló 2010. május 19. 18:00 |

| Vasas                                                    | 2 – 3               | Zalaegerszegi TE                                                            |
| -------------------------------------------------------- | ------------------- | --------------------------------------------------------------------------- |
| ben Únesz 2' (11-esből) Bogunović 80' (öngól) Kovács 86' | (1 – 2) Jegyzőkönyv | Kamber 33' Pavićević 44' Horváth 54' Miljatovič 2' Kocsárdi 37' Rudņevs 86' |

| Illovszky Rudolf Stadion, Budapest Nézőszám: 1 000 Játékvezető: Veizer Roland (magyar) |

| 30. forduló 2010. május 23. 17:30 |

| Újpest                              | 1 – 0               | Vasas                               |
| ----------------------------------- | ------------------- | ----------------------------------- |
| Korcsmár 9' Vermes 58' Balajcza 60' | (1 – 0) Jegyzőkönyv | Gáspár 45' ben Únesz 59' Katona 71' |

| Szusza Ferenc Stadion, Budapest Nézőszám: 6 257 Játékvezető: Németh Ádám (magyar) |

#### Végeredmény
| #   | Csapat                    | M  | GY | D  | V  | G+ – G– | GK  | P  | Megjegyzések                                   |
| --- | ------------------------- | -- | -- | -- | -- | ------- | --- | -- | ---------------------------------------------- |
| 1.  | Debreceni VSCCV (B, KGY)  | 30 | 20 | 2  | 8  | 63–37   | +26 | 62 | 2010–2011-es Bajnokok Ligája – 2. selejtezőkör |
| 2.  | Videoton (I)              | 30 | 18 | 7  | 5  | 59–31   | +28 | 61 | 2010–2011-es Európa-liga – 2. selejtezőkör     |
| 3.  | Győri ETO (I)             | 30 | 15 | 12 | 3  | 38–18   | +20 | 57 | 2010–2011-es Európa-liga – 1. selejtezőkör     |
| 4.  | Újpest                    | 30 | 17 | 4  | 9  | 49–39   | +10 | 55 |                                                |
| 5.  | Zalaegerszegi TE (I)      | 30 | 15 | 8  | 7  | 59–45   | +14 | 53 | 2010–2011-es Európa-liga – 1. selejtezőkör     |
| 6.  | MTK Budapest              | 30 | 12 | 7  | 11 | 52–41   | +11 | 43 |                                                |
| 7.  | FerencvárosÚ              | 30 | 10 | 11 | 9  | 34–35   | −1  | 41 |                                                |
| 8.  | Haladás                   | 30 | 10 | 9  | 11 | 46–49   | −3  | 39 |                                                |
| 9.  | Budapest HonvédK          | 30 | 9  | 11 | 10 | 38–35   | +3  | 38 |                                                |
| 10. | Kecskeméti TE             | 30 | 10 | 7  | 13 | 50–56   | −6  | 37 |                                                |
| 11. | Lombard PápaÚ             | 30 | 10 | 5  | 15 | 39–50   | −11 | 35 |                                                |
| 12. | Kaposvári Rákóczi         | 30 | 8  | 8  | 14 | 38–50   | −12 | 32 |                                                |
| 13. | Vasas                     | 30 | 8  | 7  | 15 | 39–61   | −22 | 31 |                                                |
| 14. | Paksi FC                  | 30 | 7  | 10 | 13 | 31–44   | −13 | 31 |                                                |
| 15. | Nyíregyháza Spartacus (K) | 30 | 6  | 9  | 15 | 41–60   | −19 | 27 | NB II                                          |
| 16. | Diósgyőr (K)              | 30 | 4  | 5  | 21 | 31–56   | −25 | 17 | NB II                                          |

Forrás: MLSZ adatbank 
A rangsorolás alapszabályai: 1. összpontszám, 2. győzelmek száma, 3. gólkülönbség, 4. szerzett gólok száma, 5. egymás elleni eredmények összpontszáma,  6. egymás elleni eredmények gólkülönbsége, 7. egymás elleni eredmények szerzett góljainak száma, 8. egymás elleni eredmények idegenben szerzett góljainak száma.
Mivel a bajnok Debreceni VSC nyerte 2009–2010-es magyar kupát, így a bajnoki ezüstérmes Videoton a 2010–2011-es Európa-liga 2. selejtezőkörében, míg a kupadöntőt elbukó Zalaegerszegi TE és a Győri ETO a 2010–2011-es Európa-liga 1. selejtezőkörében jogosult indulni.
(B): Bajnokcsapat, (K): Kieső csapat, (F): Feljutó csapat, (I): Kupainduló, (R): A rájátszás győztese, (KGY): Kupagyőztes

#### Az eredmények összesítése
Az alábbi táblázatban összesítve szerepelnek a Vasas SC 2009/10-es bajnokságban elért eredményei.
| Ősz/tavasz (forduló)    | Otthon | Otthon | Otthon | Otthon | Otthon | Otthon | Otthon | Idegenben | Idegenben | Idegenben | Idegenben | Idegenben | Idegenben | Idegenben |
| Ősz/tavasz (forduló)    | M      | GY     | D      | V      | LG–KG  | GK     | P      | M         | GY        | D         | V         | LG–KG     | GK        | P         |
| ----------------------- | ------ | ------ | ------ | ------ | ------ | ------ | ------ | --------- | --------- | --------- | --------- | --------- | --------- | --------- |
| Őszi szezon (1–15.)     | 8      | 4      | 0      | 4      | 14–15  | –1     | 12     | 7         | 2         | 1         | 4         | 9–21      | –12       | 7         |
| Tavaszi szezon (16–30.) | 7      | 1      | 3      | 3      | 9–11   | –2     | 6      | 8         | 1         | 3         | 4         | 7–14      | –7        | 6         |
| Összesen (1–30.)        | 15     | 5      | 3      | 7      | 23–26  | –3     | 18     | 15        | 3         | 4         | 8         | 16–35     | –19       | 13        |

#### Helyezések fordulónként
| Forduló  | 1  | 2  | 3  | 4  | 5  | 6  | 7  | 8 | 9  | 10 | 11 | 12 | 13 | 14 | 15 | 16 | 17 | 18 | 19 | 20 | 21 | 22 | 23 | 24 | 25 | 26 | 27 | 28 | 29 | 30 |
| -------- | -- | -- | -- | -- | -- | -- | -- | - | -- | -- | -- | -- | -- | -- | -- | -- | -- | -- | -- | -- | -- | -- | -- | -- | -- | -- | -- | -- | -- | -- |
| Helyszín | I  | O  | O  | I  | O  | I  | O  | I | O  | I  | O  | I  | O  | I  | O  | O  | I  | I  | O  | I  | O  | I  | O  | I  | O  | I  | O  | I  | O  | I  |
| Eredmény | V  | V  | GY | V  | GY | GY | GY | V | GY | D  | V  | GY | V  | V  | V  | V  | D  | D  | V  | D  | GY | V  | D  | GY | D  | V  | D  | V  | V  | V  |
| Helyezés | 16 | 16 | 13 | 15 | 12 | 7  | 7  | 7 | 7  | 7  | 7  | 6  | 7  | 8  | 10 | 11 | 11 | 11 | 11 | 11 | 10 | 10 | 11 | 11 | 10 | 11 | 11 | 13 | 13 | 13 |

Helyszín: O = Otthon; I = Idegenben. Eredmény: GY = Győzelem; D = Döntetlen; V = Vereség.

### Magyar kupa
| 3. forduló 2009. szeptember 16. 15:30 |

| Tura VSK                                                                             | 5 – 4               | Vasas                                                                     |
| ------------------------------------------------------------------------------------ | ------------------- | ------------------------------------------------------------------------- |
| Kuti 3' Less T. 15' Lilik 18' Havasi 45' Less K. 90+7' 90+7' Nagy G. 10' Nagy J. 23' | (4 – 2) Jegyzőkönyv | Lázok 31' 66' 67' Szűcs 33' Remili 57' 89′ Villám 10' Bakos 11' Balog 14' |

| Játékvezető: Szőts Gergely (magyar) |

### Ligakupa

#### Csoportkör (A csoport)
| 1. forduló 2009. július 22. 18:00 |

| Diósgyőr                                                                       | 7 – 0               | Vasas                  |
| ------------------------------------------------------------------------------ | ------------------- | ---------------------- |
| Miličić 2' 75' Lippai 11' 24' Lakatos 17' Búrány 28' Gohér 38' 41' Horváth 42' | (7 – 0) Jegyzőkönyv | Kelemen 70' Katona 76' |

| DVTK-stadion, Miskolc Játékvezető: Berger József (magyar) |

| 2. forduló 2009. július 29. 18:00 |

| Vasas                       | 2 – 1               | MTK Budapest            |
| --------------------------- | ------------------- | ----------------------- |
| Marton 4' 66' Tandari 90+2' | (1 – 0) Jegyzőkönyv | Nikházi 49' Kelemen 53′ |

| Illovszky Rudolf Stadion, Budapest Játékvezető: Fábián Mihály (magyar) |

| 3. forduló 2009. augusztus 5. 19:00 |

| Kecskeméti TE                                                             | 4 – 3               | Vasas                                                                   |
| ------------------------------------------------------------------------- | ------------------- | ----------------------------------------------------------------------- |
| Veselič 15' Montvai 47' Robson 79' 81' Hegedűs 90+2' (11-esből) Koncz 86' | (1 – 2) Jegyzőkönyv | Szűcs 2' 18' Kovács 10' Divić 82' Piller 26′ Tandari 89′ Görgényi 90+1' |

| Széktói Stadion, Kecskemét Nézőszám: 400 Játékvezető: Király Gergő (magyar) |

| 4. forduló 2009. augusztus 19. 18:00 |

| Vasas                 | 1 – 3               | Nyíregyháza Spartacus                                                 |
| --------------------- | ------------------- | --------------------------------------------------------------------- |
| Szűcs 65' Kelemen 29' | (0 – 1) Jegyzőkönyv | Nánási 3' Czanik 69' 90+2' Minczér 18' Varga 52' Bakos 79' Markos 88' |

| Illovszky Rudolf Stadion, Budapest Játékvezető: Kovács J. Zoltán (magyar) |

| 5. forduló 2009. augusztus 11. 18:00 |

| Ferencváros           | 2 – 1               | Vasas                |
| --------------------- | ------------------- | -------------------- |
| Pisanjuk 13' Rósa 36' | (2 – 0) Jegyzőkönyv | Marton 72' Bakos 48' |

| Albert Flórián Stadion, Budapest Nézőszám: 1 500 Játékvezető: Takács János (magyar) |

| 6. forduló 2009. szeptember 23. 18:00 |

| Vasas                                                  | 3 – 1               | Diósgyőr                         |
| ------------------------------------------------------ | ------------------- | -------------------------------- |
| Szűcs 9' Piller 36' Lázok 84' 72' Villám 16' Imrik 55' | (2 – 1) Jegyzőkönyv | Lippai 17' Polényi 36' Illés 46' |

| Illovszky Rudolf Stadion, Budapest Játékvezető: Oláh Gábor (magyar) |

| 7. forduló 2009. november 4. 13:30 |

| MTK Budapest                       | 3 – 0               | Vasas     |
| ---------------------------------- | ------------------- | --------- |
| Molnár 19' 56' Pál 86' Melczer 34' | (1 – 0) Jegyzőkönyv | Szűcs 64' |

| Hidegkuti Nándor Stadion, Budapest Játékvezető: Gaál Gyöngyi (magyar) |

| 8. forduló 2009. november 13. 11:00 |

| Vasas                                                | 5 – 0               | Kecskeméti TE                     |
| ---------------------------------------------------- | ------------------- | --------------------------------- |
| Bakos 8' 73' Mundi 25' Balog 69' 62' Kincses 87' 76' | (2 – 0) Jegyzőkönyv | Bagi 31' Dvorschák 59' Kormos 72' |

| Illovszky Rudolf Stadion (műfüves pálya), Budapest Nézőszám: 100 Játékvezető: Radványi Ádám (magyar) |

| 9. forduló 2009. november 28. 13:00 |

| Nyíregyháza Spartacus               | 2 – 3               | Vasas                                                    |
| ----------------------------------- | ------------------- | -------------------------------------------------------- |
| Dosso 44' Andorka 55' Miskolczi 32' | (1 – 1) Jegyzőkönyv | Remili 21' Dobrić 69' Bakos 80' 71' Kovács 48' Balog 53' |

| Nyíregyháza Városi Stadion, Nyíregyháza Játékvezető: Varga László (magyar) |

| 10. forduló 2009. november 25. 18:00 |

| Vasas SC                                            | 3 – 0               | Ferencváros                |
| --------------------------------------------------- | ------------------- | -------------------------- |
| Mundi 7' Divić 71' Szűcs 81' Dobrić 59' Imrik 90+2' | (1 – 0) Jegyzőkönyv | Dragóner 31' Lipcsei 90+1' |

| Illovszky Rudolf Stadion, Budapest Nézőszám: 300 Játékvezető: Kovács J. Zoltán (magyar) |

#### Az A csoport végeredménye
| Színmagyarázat | Színmagyarázat                                                 |
| -------------- | -------------------------------------------------------------- |
|                | A csoportelső és csoportmásodik bejutott a középdöntőbe.       |
|                | A csoport többi helyezettje nem folytathatta a kupaszereplést. |

| Csapat                | M  | Gy | D | V | G+ | G– | Gk  | P  |
| --------------------- | -- | -- | - | - | -- | -- | --- | -- |
| Ferencváros           | 10 | 7  | 0 | 3 | 21 | 15 | +6  | 21 |
| Nyíregyháza Spartacus | 10 | 5  | 2 | 3 | 28 | 13 | +15 | 17 |
| Vasas                 | 10 | 5  | 0 | 5 | 21 | 23 | –2  | 15 |
| MTK Budapest FC       | 10 | 3  | 4 | 3 | 15 | 16 | –1  | 13 |
| Kecskeméti TE         | 10 | 3  | 3 | 4 | 16 | 21 | –5  | 12 |
| Diósgyőri VTK         | 10 | 2  | 1 | 7 | 13 | 26 | –13 | 7  |

## Külső hivatkozások
- A csapat hivatalos honlapja (magyarul)
- A Magyar Labdarúgó Szövetség honlapja, adatbankja (magyarul)